# Potrero de los Funes Circuit
Het Circuito Potrero de los Funes is een racecircuit in de Argentijnse stad San Luis. Het werd voor het eerst in gebruik genomen in 1987, maar werd in 2008 heropend. Het circuit is gelegen rondom het meer Pedro de los Funes.
Op deze omloop worden voornamelijk races verreden om lokale en Zuid-Amerikaanse kampioenschappen. In 2008 en 2010 werd er ook een race verreden om het FIA GT kampioenschap.